# اوسیسیای رنگ پریده (سیچلاید)
اوسیسیای رنگ پریده یا آئولونوکارای رنگ پریده ( Aulonocara steveni ) احتمالاً یک گونه سیچلاید صخریه ای بومی دریاچه مالاوی است.
زیستگاه اصلی و طبیعی آن دریاچه های آب شیرین است. این گونه توسط اتحادیه بین المللی حفاظت طبیعت و کاتالوگ ماهی ها به عنوان گونه مترادف Aulonocara stuartgranti تلقی می شود،   اما پایگاه داده ماهی آن را به عنوان یک گونه معتبر در نظر می گیرد. 